# クヴェルクフィヨットル
座標: 北緯64度39分00秒 西経16度43分00秒 / 北緯64.65000度 西経16.71667度
クヴェルクフィヨットル（アイスランド語: Kverkfjöll）は、アイスランドの中央高地にある氷河ヴァトナヨークトルの北東にある標高1764mの火山である。この山にも、ヴァトナヨークトルとディンギュフィヨットルにはさまれた位置にクヴェルクヨークトルという氷河がある。現在活火山であり、1720年には氷河湖決壊洪水が何度か起きている。
地下には巨大なマグマ溜まりがあり、そこに由来する熱のために氷河洞ができている。洞窟はいつ決壊するか予測できないため、立ち入り禁止となっている。
クヴェルクフィヨットルの近くには、クヴェラダリル（アイスランド語: Hveradalir）という温泉がある。またアスキャとの間にはクヴァナリンディル（アイスランド語: Hvannalindir）というオアシスがある。